# Mont Cusna
Le mont Cusna ou Alpes de Cusna est le plus haut sommet de la province de Reggio d'Émilie avec ses 2 121 mètres d’altitude. Il s’étend sur les territoires des communes de Villa Minozzo et Ligonchio, à environ 3 kilomètres de la limite administrative de la région Toscane en Italie.

## Géographie

### Situation, topographie

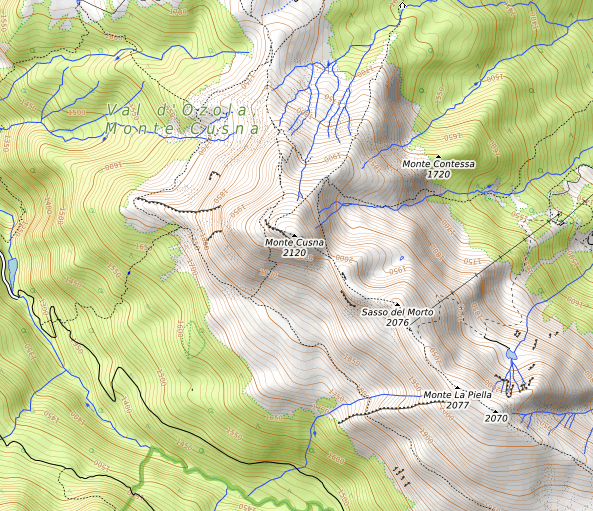
Carte topographique du mont Cusna.

L'imposante chaîne, bien visible depuis la plaine du Pô, est formée du monte Cusna et des sommets sous-jacents Sasso del Morto (2 010 m) et mont La Piella (2 071 m). La crête de la montagne forme le profil caractéristique d’un homme étendu, dit Uomo Morto (« homme mort ») ou Gigante (« géant »). De ce dernier toponyme est issu le nom de la zone protégée, anciennement parc del Gigante, aujourd’hui faisant partie du parc national de l'Apennin tosco-émilien. Le sommet se trouve plus au nord par rapport à la crête principale des Apennins, entre Émilie-Romagne et Toscane, séparé par la vallée du torrent Ozola.

### Faune et flore
L'Abetina Reale est une forêt de conifères qui se développe sur le versant oriental de la montagne et sur le flanc droit de la haute vallée du Dolo (affluent de la Secchia), et qui s’étend jusqu’au sommet des crêtes. La forêt est caractérisée par l’antique exemplaire de sapin blanc qui a survécu à des siècles d’exploitation.
La Costa delle Veline, une grande forêt de hêtres sur le flanc sud-ouest de la montagne, parmi les plus importantes du parc national de l'Apennin tosco-émilien.
Entourés de hêtres, Prati di Sara (les « prés de Sara ») est une splendide terre de bruyère d’altitude qui s’étend sur le flanc ouest de la montagne, particulièrement attractive durant la floraison et en automne. Le nom dérive du personnage, entre histoire et légende, d’une gouvernante dite concubine d’un des marquis qui possédèrent Casalino du milieu du XVIIe à la fin du XVIIIe siècle.

### Hydrographie

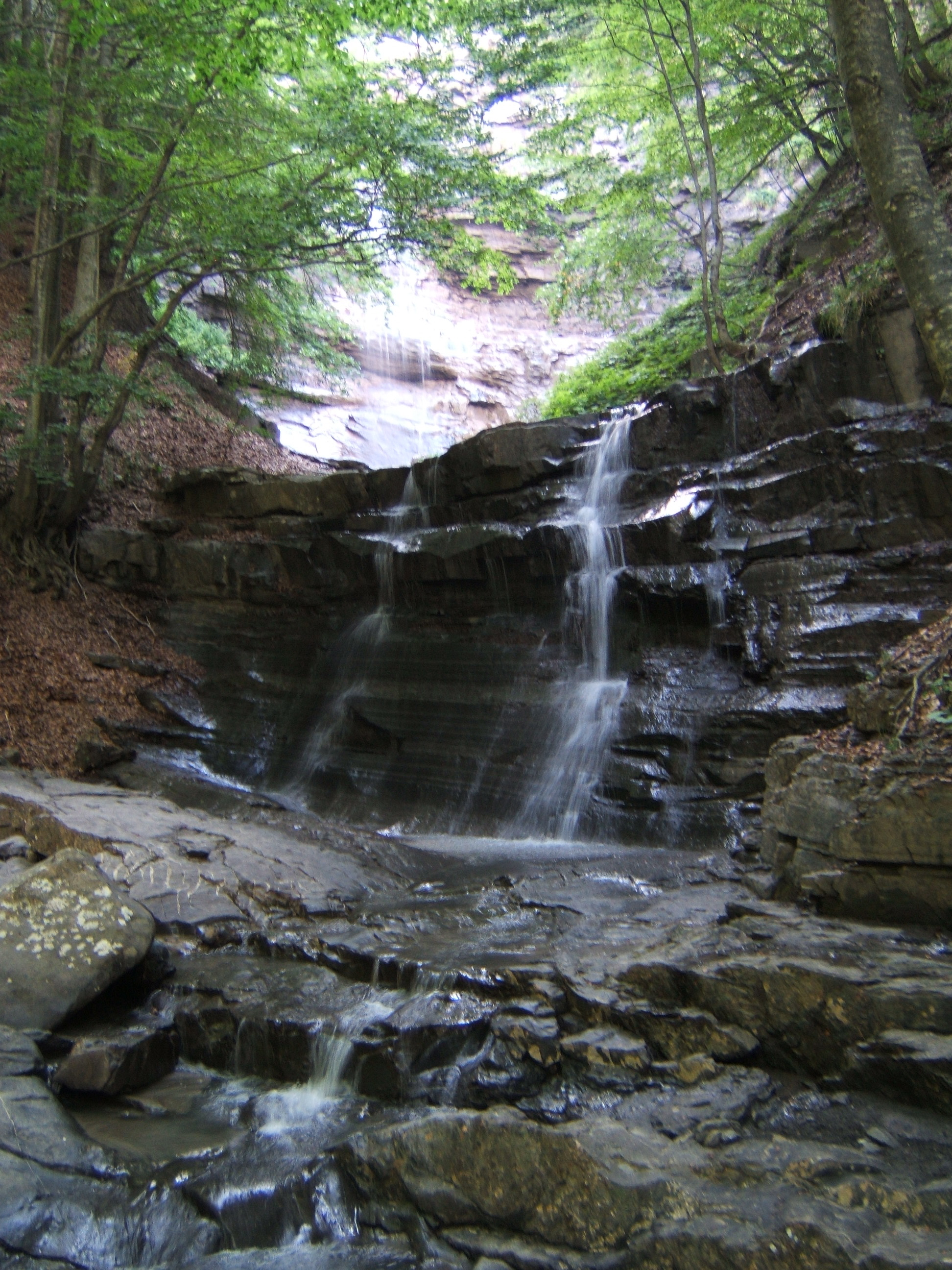
Les cascades du Lavacchiello

Le rio Lavacchiello naît à proximité du lac du Caricatore aux Prati di Sara et descend le long du versant ouest de la montagne vers la vallée de son affluent, le torrent Ozola. La forte inclinaison du versant donne lieu à une série de cascades, surtout spectaculaires au moment de la fonte des neiges et en automne.

## Activités touristiques

### Randonnée
Le mont Cusna est particulièrement intéressant du point de vue environnemental, par ses nombreux sentiers et refuges :
- refuge Cesare Battisti (1 759 m) : refuge du Club alpin italien, sur le flanc sud-ouest de la montagne près du col de Lama Lite, il est accessible depuis Civago par le sentier 605 qui traverse l'Abetina Reale. De Pian Vallese (Febbio) par le sentier 607 ou par le sentier 629 de la vallée d'Ozola (Ligonchio) ;
- refuge Bargetana (1 740 m) : sur le sentier 633 près du lac du même nom, aux pieds du mont Prado ;
- refuge Segheria (1 410 m) : situé au milieu de la forêt Abetina Reale, accessible depuis Civago par le sentier 605 ;
- refuge S. Leonardo (1 240 m) : ancien hôpital du XIIe siècle restructuré, il se trouve sur le torrent Dolo, le long du sentier 605A entre l'Abetina Reale et Civago ;
- refuge Monte Orsaro (1 300 m) : se trouve au mont Orsaro, accessible en auto ; il est le point de départ des sentiers pour le mont Cusna et les monts Prampa et Cisa ;
- refuge Peschiera Zamboni (1 151 m) : en localité de Ronco Pianigi près de Febbio, accessible en auto, il est le point de départ du sentier 617 pour le monte Cusna.

### Stations de sports d'hiver
Sur le versant nord, la station touristique de Febbio est adaptée pour le ski alpin, le snowboard et le ski de fond.